# SA-1
SA-1 foi o primeiro voo do Saturno I para  testar a estrutura do veículo de lançamento durante um voo sub-orbital, como parte do Programa Apollo. Lançado do Cabo Canaveral em 27 de outubro de 1961, o voo teve duração de 15 minutos.
Ainda em desenvolvimento, a NASA decidiu que o voo teste carregaria somente 83% da carga do propulsor e testou cada estágio do foguete em lançamentos separados; o único estágio do SA-1 foi o S-1 (primeiro estágio).
O voo foi perfeito e o foguete subiu a uma altura de 136,5 km e impactou a 345,7 km de distância do local do lançamento. Foi parte do Projeto Apollo da NASA, que ocorreu entre 1961 e 1972, em plena corrida pela conquista da Lua.